# Kościół farny w Darmstadt
Kościół farny (niem. Stadtkirche) – gotycka świątynia luterańska znajdująca się w niemieckim mieście Darmstadt.

## Historia
W VIII lub IX wieku wzniesiono tu frankijską kaplicę grobową. Na jej miejscu powstała następnie kaplica Matki Bożej będąca filią parafii w Bessungen. W 1369 abp Gerlach z Nassau wyniósł kaplicę do godności kościoła parafialnego, około 1380 roku ukończono jej rozbudowę. Około 1420 grafowie Katzenelnbogen przebudowali świątynię, a w XVI wieku wzniesiono nowe prezbiterium. W 1526 roku kościół przeszedł w ręce protestantów. W 1576, na zlecenie Jerzego I Pobożnego, powstała krypta z przeznaczeniem na miejsce pochówku władców Hesji-Darmstadt. W latach 1615–1617 landgraf Ludwik V Wierny rozbudował kryptę, a w latach 1627–1631 jego następca Jerzy II przebudował wieżę. W latach 1686–1687 na zlecenie Elżbiety Doroty z Saksonii-Gothy przebudowano nawę główną i poszerzono nawy boczne. Pod koniec XVIII wieku wieża kościelna pełniła funkcję wieży antypożarowej. W latach 1842–1843 świątynię przebudowano wg projektu Georga Mollera, a w 1929 poddano ją renowacji pod okiem Karla Grubera, który nadał korpusowi nawowemu poprzeczny dach, powiększył latarnię wieży i obniżył zewnętrzne mury o dwa metry. Świątynia została zniszczona w 1944 roku, podczas II wojny światowej, Gruber w latach 1952–1953 kierował jej odbudową. W latach 2003–2006 kościół odrestaurowano.

## Architektura i wyposażenie
Świątynia gotycka, trójnawowa, orientowana. Prezbiterium przykrywa sklepienie sieciowe, a korpus nawowy – drewniany strop. W prezbiterium znajduje się epitafium landgrafa Jerzego I Pobożnego i jego pierwszej żony Magdaleny, wykonane przez Petera Ostena z Ieper, ukończone w 1589 roku. Na ścianie chóru kapłańskiego znajduje się mniejsze epitafium poświęcone Jerzemu I, jego drugiej żonie Eleonorze, ich synowi Henrykowi oraz Sabinie, córce Eleonory z poprzedniego związku. Podobizny tych postaci nie przetrwały II wojny światowej. Na ścianach znajduje się z również epitafium Filipa, syna Jerzego I, zmarłego w wieku czterech miesięcy w 1576 roku, wykonane przez Nikolausa Dickharta epitafium Marii von Braunschweig, epitafium Jerzego Wilhelma, syna landgrafa Ludwika VIII oraz epitafium Filipa IV Waldecka. W krypcie znajdują się groby landgrafów Hesji-Darmstadt i ich rodzin. 51-głosowe organy wykonano w 1961 roku w warsztacie Werner Bosch Orgelbau, a w 2006 wyremontowało je przedsiębiorstwo Orgelbau Rensch. Na wieży kościoła zawieszono 4 dzwony, odlane w roku 1956, o imionach: Gebetsglocke, Prälat-Diehl-Glocke, Landgrafenglocke i Gedächtnisglocke, o tonach: g', e', d' i h0.

## Galeria

Animacja ukazująca zmiany wyglądu kościoła na przestrzeni lat
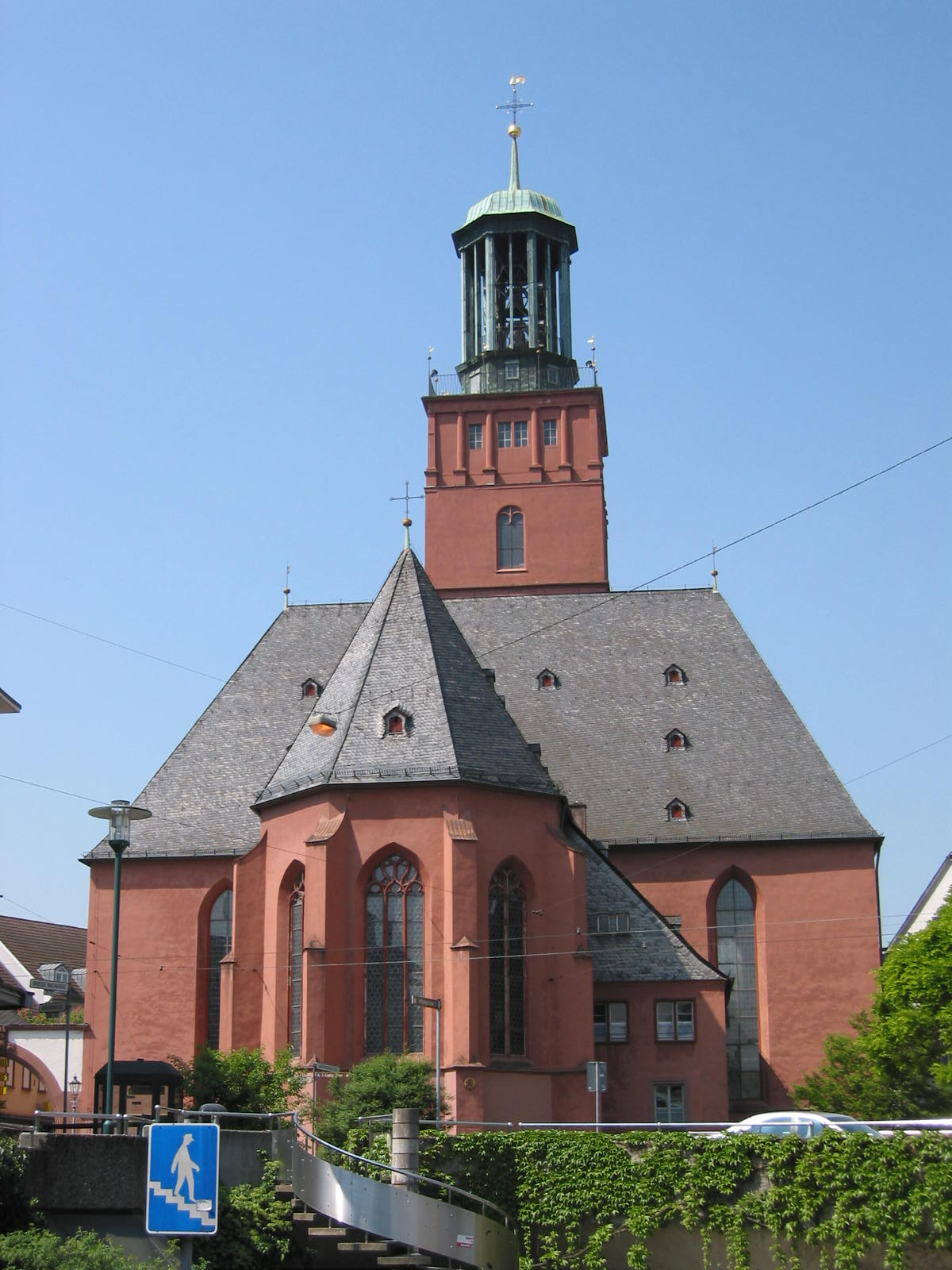
Widok ze wschodu
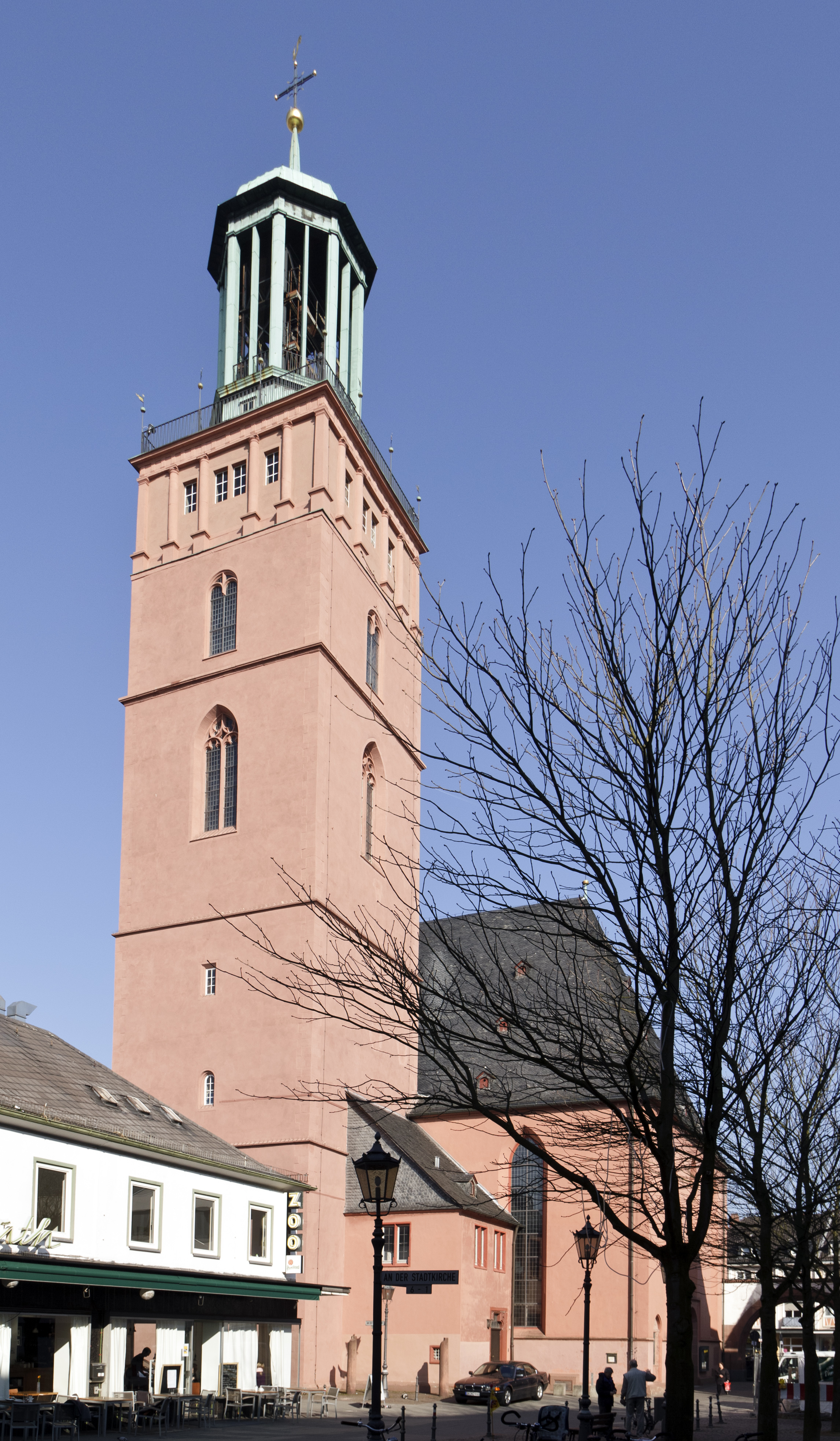
Widok z południowego zachodu
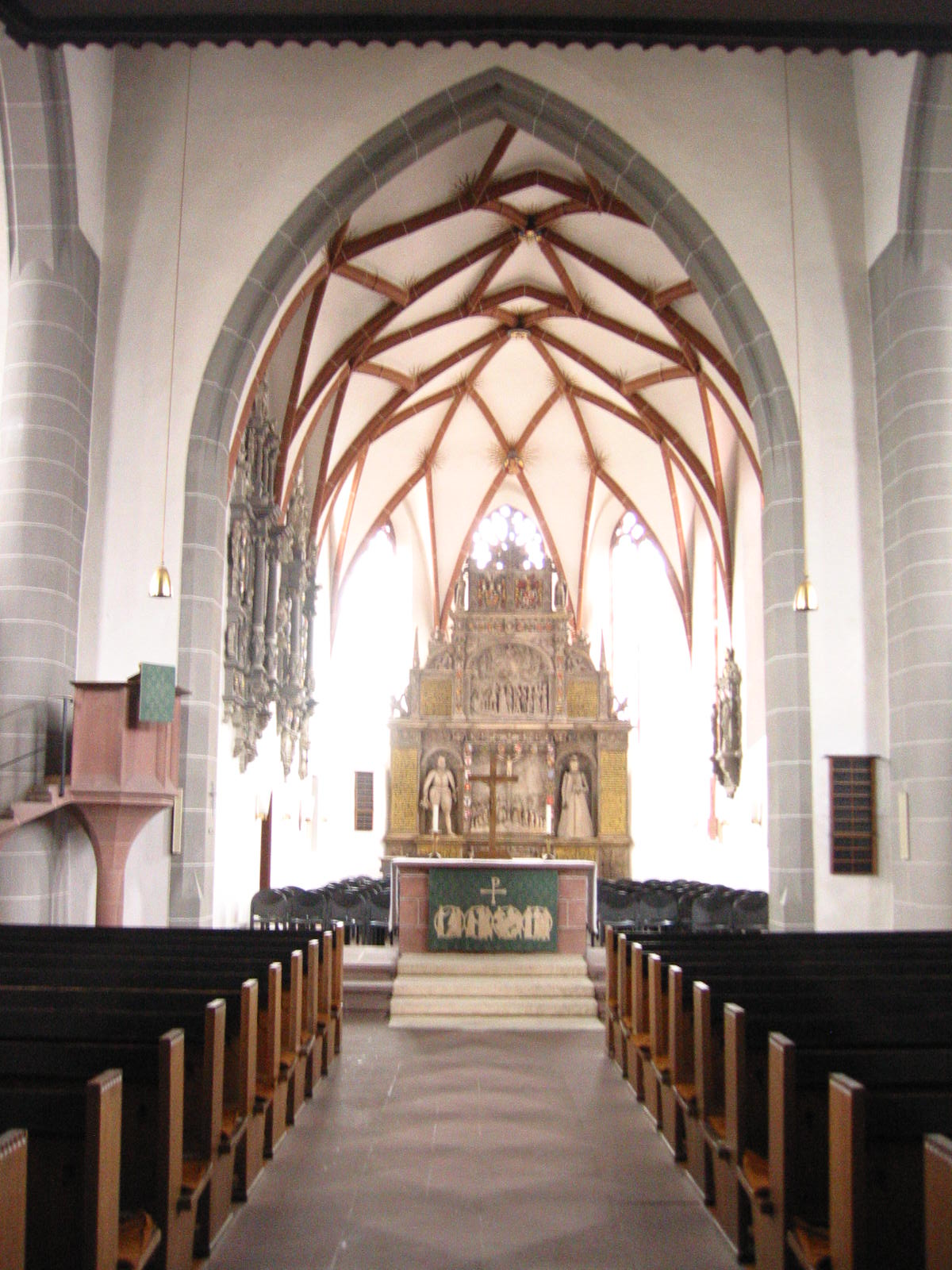
Wnętrze
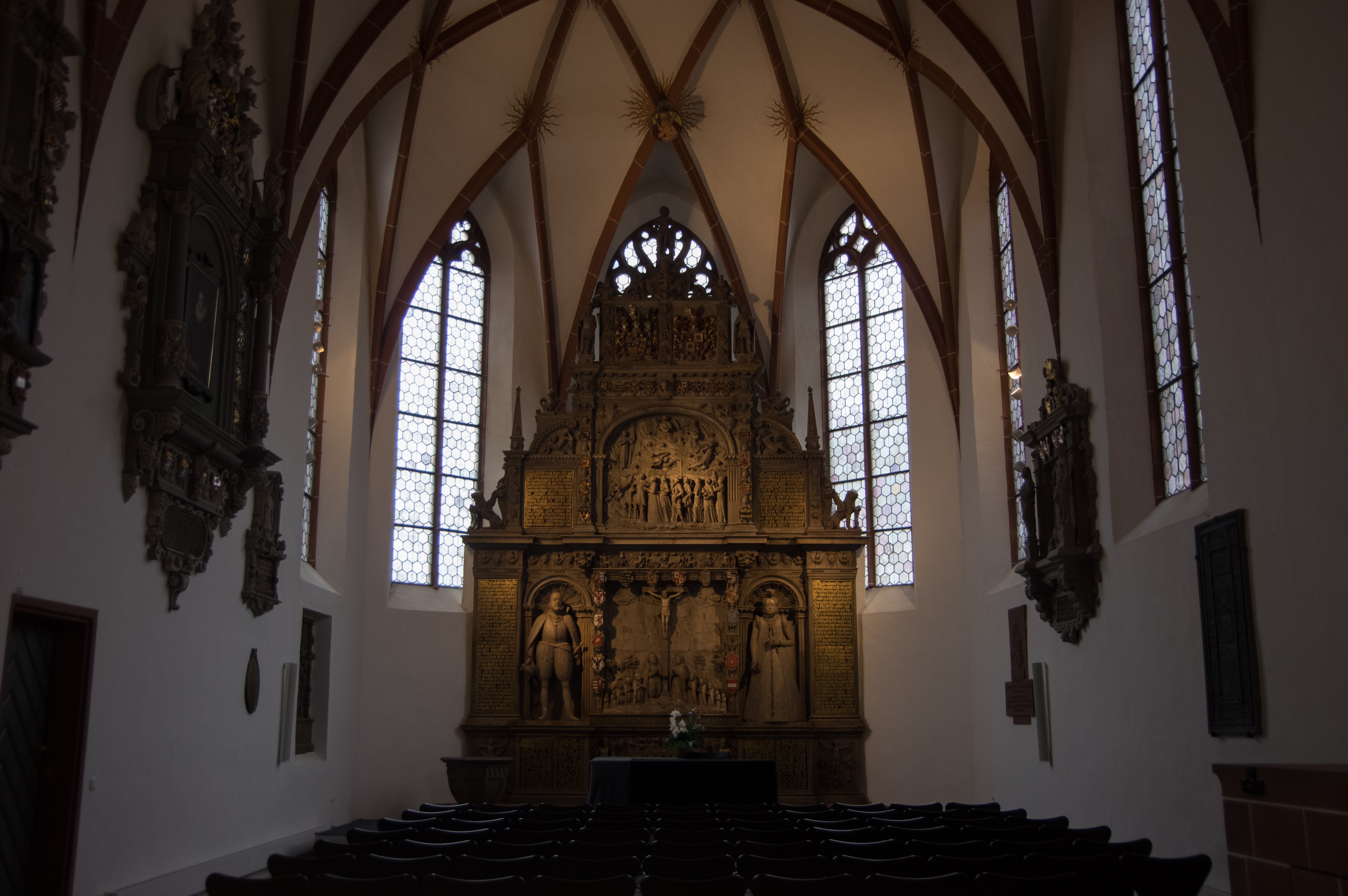
Prezbiterium
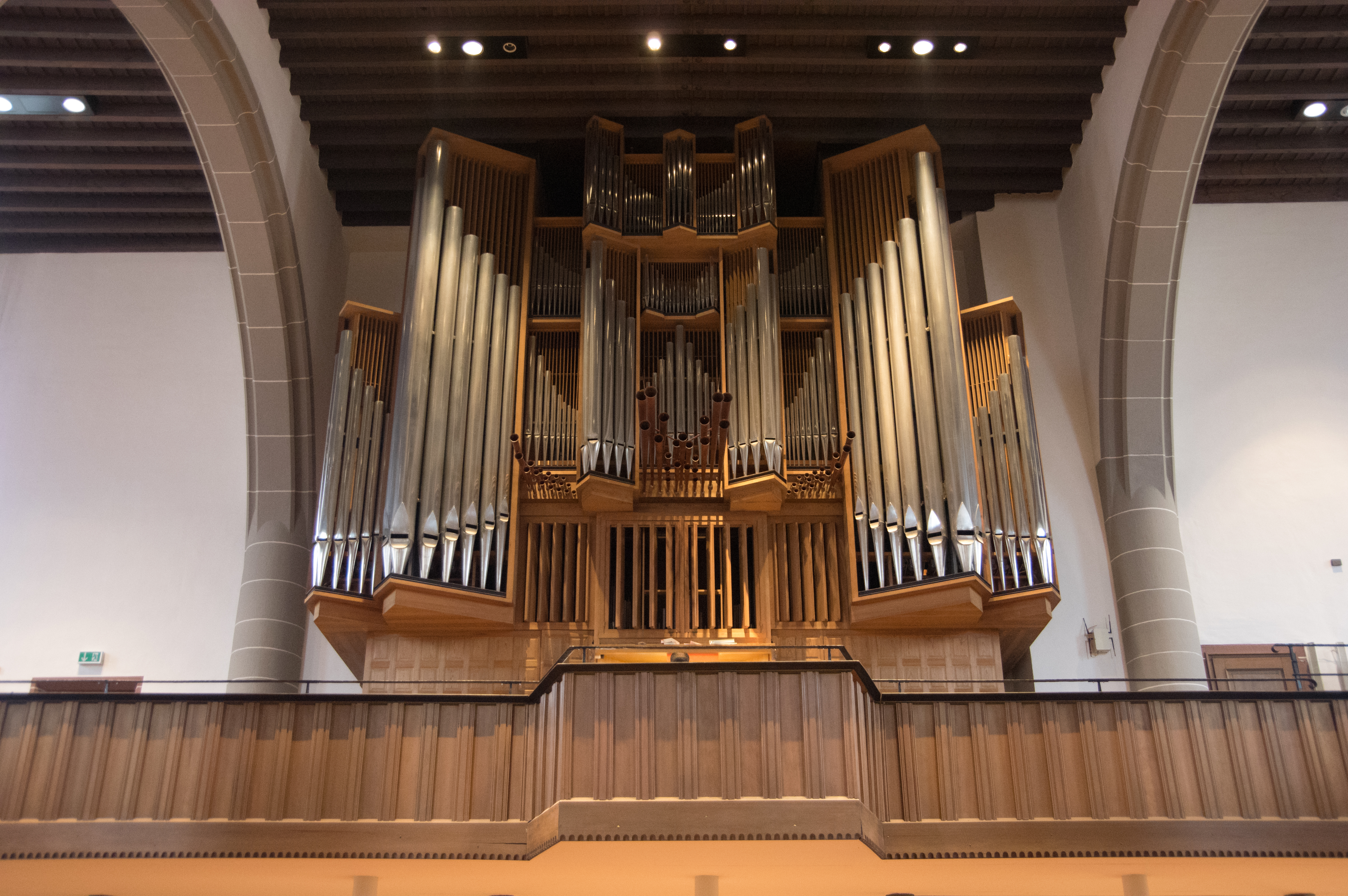
Organy